# 周福霖
周福霖（1939年—），中国工程院院士，广东潮阳人。现任广州大学工程结构抗震研究中心主任。

## 生平
1963年毕业于湖南大学工民建专业；1984年加拿大不列颠哥伦比亚大学土木与抗震结构工程硕士毕业。周福霖教授对中國工程结构隔震、减震控制技术体系的建立、应用与发展作出了开拓性的贡献。